# Museo Vivo de Artes y Tradiciones Populares de Tlaxcala
El Museo Vivo de Artes y Tradiciones Populares de Tlaxcala es una institución cultural ubicada en la ciudad de Tlaxcala, México, dedicada a la preservación, exhibición y difusión del patrimonio artesanal del estado. 
Su acervo se centra en diversas expresiones de la artesanía tradicional tlaxcalteca, con el objetivo de mantener vivas las técnicas y oficios ancestrales.

## Historia
Entre los años 1951 y 1985 las instalaciones donde posteriormente se ubicaría el museo tuvieron uso para la "Casa de Gobierno" ,  luego en 1985 se estableció la "Casa de las Artesanías de Tlaxcala" de la cual el museo pasó a formar parte y fue hasta el 30 de mayo de 1988 cuando el museo abrió sus puertas al público, con el propósito de crear un espacio dinámico que fuera más allá de la simple exhibición de objetos. La iniciativa buscó generar una experiencia que mostrara los procesos de creación de las artesanías y el contexto cultural en el que se desarrollan. Su enfoque se ha orientado a la interacción con los visitantes y a la promoción de la cultura popular local.